# Universidade Autônoma da Baja California
A Universidade Autônoma da Baja California fica localizada no estado do mexicano da Baja California, no noroeste do México.
A Universidade Autônoma da Baja California exerce sua influência acadêmica em todo o estado da Baja California. Em 1980, criou a primera Escola de Humanidades da região oferecendo quatro licenciaturas: Literatura Hispanoamericana, Historia, Literatura Inglesa e Filosofia. Conta com  campus  nos municípios de Mexicali, Tijuana,  Tecate e Ensenada, onde se oferecem diversas licenciaturas. 
O campus Ensenada está especialmente enfocado ao trabajo no mar com a presença da Faculdade de Ciências Marinhas e o Instituto de Investigações Oceanológicas, fundadores da Universidade nesta cidade. Nestas duas instituições se oferecem estudos em oceanologia a nível liceanciatura, mestrado e doutorado. 
Também se faz investigação de classe mundial em oceanografía física, biológica, química e geológica. O Instituto de Investigações Oceanológicas edita sua própria revista científica internacional chamada Ciências Marinhas. . 
A Universidad Autônoma da Baja California é hoje um dos centros de estudos universitários mais importantes do México, comparável às universidades estadounidenses que se encontram cruzando a fronteira, como a San Diego State University, em San Diego, Califórnia, Estados Unidos da América.

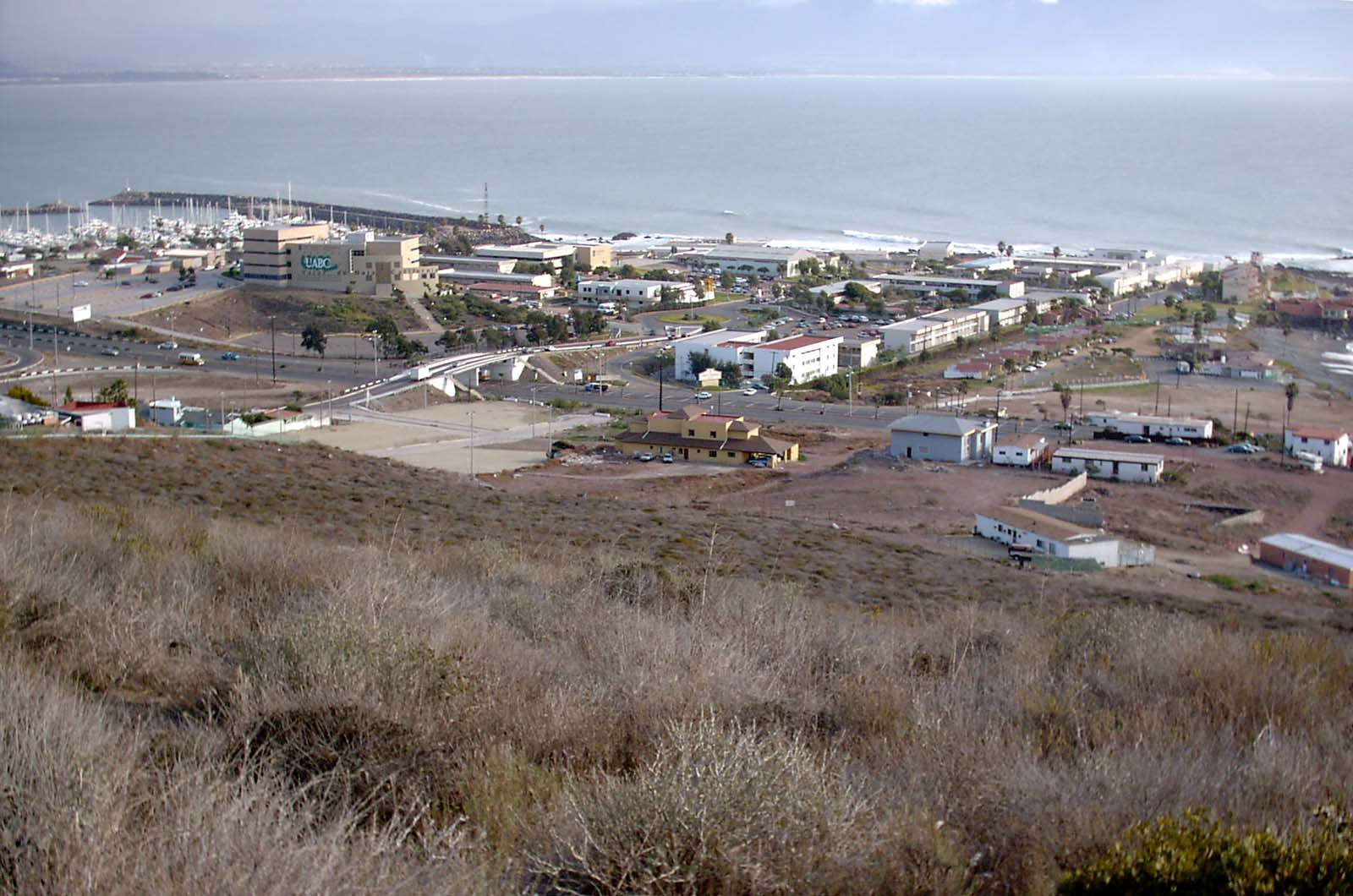
Campus Ensenada da Universidade Autônoma da Baja California